# Novy (kraj Kamtsjatka)
Novy (Russisch: Новый) is een plaats (posjolok) in het gemeentelijke district Jelizovski van de Russische kraj Kamtsjatka. De plaats ligt aan de weg Petropavlovsk-Kamtsjatski - Jelizovo, op 16 kilometer van de eerste stad en werd om die reden tijdens de eerste jaren 16-i kilometr (16e kilometer) genoemd. In de plaats wonen 1163 mensen (2007).

## Geschiedenis
De plaats werd opgericht in 1938 als 16-i kilometr. Later werd de plaats hernoemd tot Novy ("nieuw") vanwege een nieuwe bont-sovchoz die hier werd opgericht in de sovjettijd.
Bestuurlijk centrum: Jelizovo

Bereznjaki · Dalni · Dvoeretsje · Ganaly · Joezjnye Korjaki · Ketkino · Korjaki · Krasny · Kroetoberegovy · Lesnoj · Malka · Nagorny · Natsjiki · Nikolajevka · Novy · Paratoenka · Pinatsjevo · Pionerski · Razdolny · Severnye Korjaki · Sokotsj · Sosnovka · Svetly · Termalny · Voelkanny · Zeleny